# 塞波·雷蒂
塞波·雷蒂（芬蘭語：Seppo Räty，1962年4月27日—），芬兰男子田径运动员。他曾代表芬兰参加1988年、1992年和1996年夏季奥林匹克运动会田径比赛，共获得一枚银牌和二枚铜牌。